# 科勒尼 (密蘇里州)
科勒尼（英語：Colony）是位於美國密蘇里州諾克斯縣的非建制地區。

## 歷史
科勒尼的郵局於1848年設立，其後於1907年停運。

## 地理
科勒尼所處的海拔為高於海平面226米（即741英呎），而該地所採用的時區為UTC-6，即北美中部時區（CST）。同時該地設有夏令時間，為UTC-6調快一小時，即UTC-5（CDT）。